# Amaramente
Amaramente è un film del 1956 diretto da Luigi Capuano.

## Trama
Napoli. Industriale ha due figli: il fannullone Carlo, legato a un'operaia di dubbia moralità, e la brava Franca, fidanzata con Mario, amministratore dell'azienda. Carlo ruba, e il sospettato è Mario. La sua innocenza trionferà.

## Produzione
Il film è ascrivibile al filone dei melodrammi sentimentali, comunemente detto strappalacrime, allora molto in voga tra il pubblico italiano, poi ribattezzato dalla critica con il termine neorealismo d'appendice.

## Distribuzione
Il film venne distribuito nel circuito cinematografico italiano il 24 dicembre del 1956.